# آرامگاه پیربکران
آرامگاه پیر بکران (همچنین مشهور به مقبره پیر بکران)، مدفن محمد بن بکران مشهور به پیر بکران یکی از عرفا و مدرسین مشهور قرن هفتم هجری است که در حدود ۷۵۰ سال پیش در این مکان زندگی و تدریس می‌کرد و پس از درگذشت در همین مکان به خاک سپرده شد.
کتیبه سنگ‌قبر نفیس محمد بن بکران، با خط‌ کوفی‌ و ثلث‌ گچبری‌ شده‌ است و مضمون‌ متن‌های نوشته شده، آیات‌ و صلوات‌ بر ائمه‌ و توصیف‌ محمدبن‌ بکران‌ است‌ و نیز به تاریخ فوت او (سه‌شنبه روز دهم ربیع‌الاول سال ۷۰۳ هجری قمری) اشاره شده است.
قدیمی‌ترین بخش این بنا، چله‌خانه، که در زمان ساخت اولیه با خشت ساخته شده بود، در چند دورۀ مختلف مرمت شده است. برای ساختِ مقبرۀ پیربکران، تمام مصالح رایج در معماری ایرانی در آن به‌کار رفته است. از دیگر شاخصه‌های مهم بقعه پیر بکران، وجودِ همۀ شاخصه‌های معماری دوره اسلامی در این بنا و انواع تزئینات گچ‌بری، کاشی‌کاری، نقاشی و تزئینات سنگی است.
مقبره پیر بکران مربوط به ایلخانان است و در شهرستان فلاورجان، بخش پیربکران، داخل شهر واقع شده و این اثر در تاریخ ۱۵ دی ۱۳۱۰ با شمارهٔ ثبت ۱۰۱ به‌عنوان یکی از آثار ملی ایران به ثبت رسیده است. این آرامگاه به سبک معماری آذری بنا شده است.

## نگارخانه

سنگ مزار پیر بکران و محمد شاه نقاش
بخشی از کاربندی و تزیینات آرامگاه پیر بکران
غلامگردش فوقانی منتهی به محرابچه‌ای کوچک
نمونه‌ای از خطوط و نقوش در هم تافته که زمانی رنگین بوده‌اند